# Falsterbo 3
Falsterbo 3 és un grup de folk-rock-country, català que va començar a actuar el 1967. El 2021 van publicar el seu últim treball ADEU, PAF. 53 anys cantant i fent cantar. Han gravat un total de 163 cançons (123 com Falsterbo 3, 29 amb el Grup de Folk i 11 amb Isidor Marí). Els seus referents musicals han estat els grups de Califòrnia dels finals dels 60.

## Col·laboracions amb el Grup de Folk
Falsterbo ha format part del Grup de Folk, des dels seus inicis. Van participat al primer gran festival a l'aire lliure, organitzat per Àngel Fàbregues al Parc de la Ciutadella. Va ser el Maig del 1968 amb més de 7.000 persones.
Posteriorment han col·laborat en totes les gravacions i actuacions que ha fet el Grup de Folk. Las mes rellevants han estat al Parc de la Ciutadella per celebrar els 50 anys del primer concert (2018), al Palau de la Música, l'any 2008  i al concert per La Llibertat, davant de més de 90.000 persones, al Camp Nou, cantant Vull ser Lliure el 2013.

## Col·laboracions amb Isidor Marí
- Disc Ansa per ansa 13 cançons (2 instrumentals). Any 2006.[6]

## Discografia
Discografia:
- Tota la tristor Falsterbo-3, Àlbum EP. 1967
- Ai adéu cara bonica Falsterbo-3, Àlbum EP. 1968
- Monólogo del viejo trabajador Falsterbo-3 SENZILL (dues cançóns), Àlbum. 1969
- L'estranya joguina Falsterbo-3 SENZIL (dues cançóns) 1970
- Folk Falsterbo-3 Àlbum VINIL. 1971
- Sons Falsterbo-3 Àlbum VINIL 1973
- Ja no tinc altra sortida Falsterbo-3, Àlbum VINIL. 1975
- Rastres Falsterbo Àlbum VINIL. 1982
- Amics i records Falsterbo, Àlbum VINIL. 1984
- A cada instant Falsterbo, Àlbum VINIL. 1986
- Falsterbo 20 anys Falsterbo, Àlbum VINIL. 1987
- Salta un ocell Falsterbo Marí, Àlbum CD. 2000
- Cor de crom Falsterbo Marí, Àlbum. CD 2002
- Clandestí Falsterbo Marí 2015 CD (no publicat per falta de permisos de les editorials
- Nit amiga Falsterbo, Àlbum CD. 2018
- Adeu, Paf Falsterbo, Album VINIL I CD. 2021

## Discografia de Falsterbo compartida amb el Grup de Folk (6 CD i 29 cançons)
Discografia:
- Folk 2 Festival de Folk ALS 4 VENTS 1968. Falterbo 3 canta: Ole duli
- Folk 5 (Gravat en directe a l'Aliança del Poble Nou) ALS 4 VENTS/EDIGSA 1975 Falsterbo 3 canta: El dia que el vaixell vindrà, Ja no tinc altra sortida, Es molt tard i Per tú
- Els temps encara estan canviant (volum 1) DISCMEDI 2001 Falsterbo Marí canten: No serem moguts, La vall del riu vermell, Ai adeu cara bonica, Kumbaià,
- Els temps encara estan canviant (volum 2) DISCMEDI 2003 Falsterbo Marí canten: El dia que el Vaixell vindrà, Mou Senyor, Tots junts vencerem, Quan el sol es pon, El vell Smoky, Noi vaguerós, el Soldat Universal
- Que fas Polisso? Homenatge al Xesco Boix (amb Jaume Arnella, Jordi Pujol, Oriol Tranvia, Jordi Roure, Montse Soler) DISCMEDI 2007 Falsterbo Marí canten: Una dona llarga i prima, El gripau blau, Que s'han fet d'aquelles flors, La Monja de Moià, Les capsetes, La Fada de Roses, Uyimbube, Vull ser lliure.
- No es molt tard (amb Jordi Marquillas, Toni Hernandez, Ricky Araiza, Jordi Pujol i Joana Cluselles) DISCMEDI 2012. Falsterbo Marí canten: Roseta d'Olivella, L'últim que faria jo mai, L'home estatic, Cami Ral, La viudeta.

## Components
Grups precedents
- Joan i Eduard (1967) (Joan Boix + Eduard Estivill)

Falsterbo 3
- Falsterbo 3 (1968) (J. Boix, E. Estivill, A. Bernadet)
- Falsterbo 3 (1969) (E. Estivill, A. Bernadet, M. Domènech)
- Falsterbo 3 (1970-1973) (M. Domènech, J. Boix, E. Estivill)

Continuïtat del nom
- Falsterbo (1982-1987) (M. Domènech, E. Estivill)
- Falsterbo Marí M. Domènech, E. Estivill, Isidor Marí 1999-2016
- Falsterbo M. Domènech, E. Estivill, Jordi Marquillas 2013-2021